# Högverk

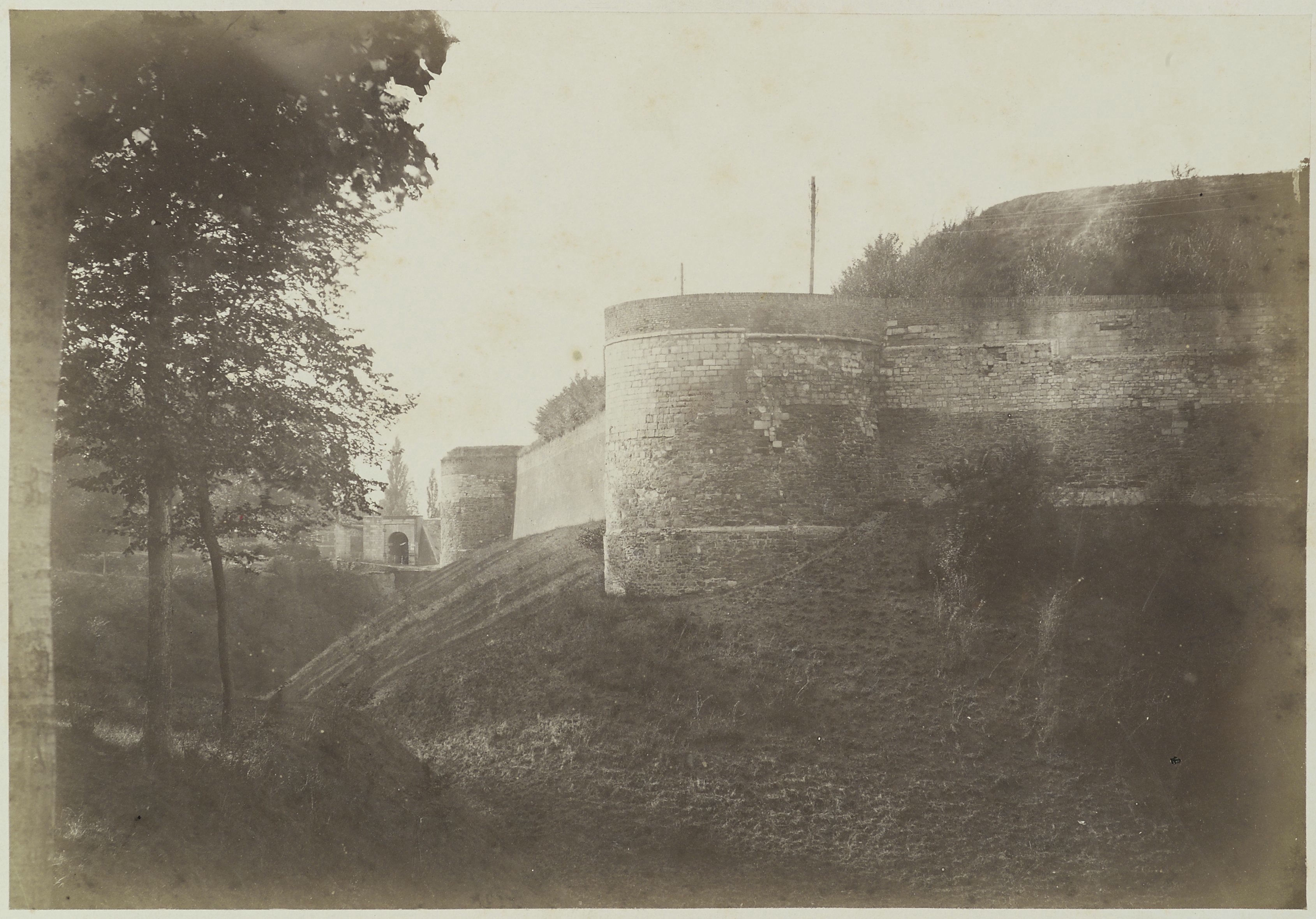
Nassau-katten från 1500- eller 1600-talet på den medeltida stadsmuren i Maastricht. Fotot är från 1868.

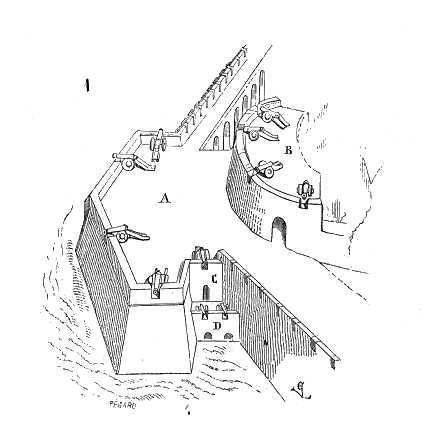
Ett högverk bakom en bastion på staden Arras befästning, norra Frankrike.

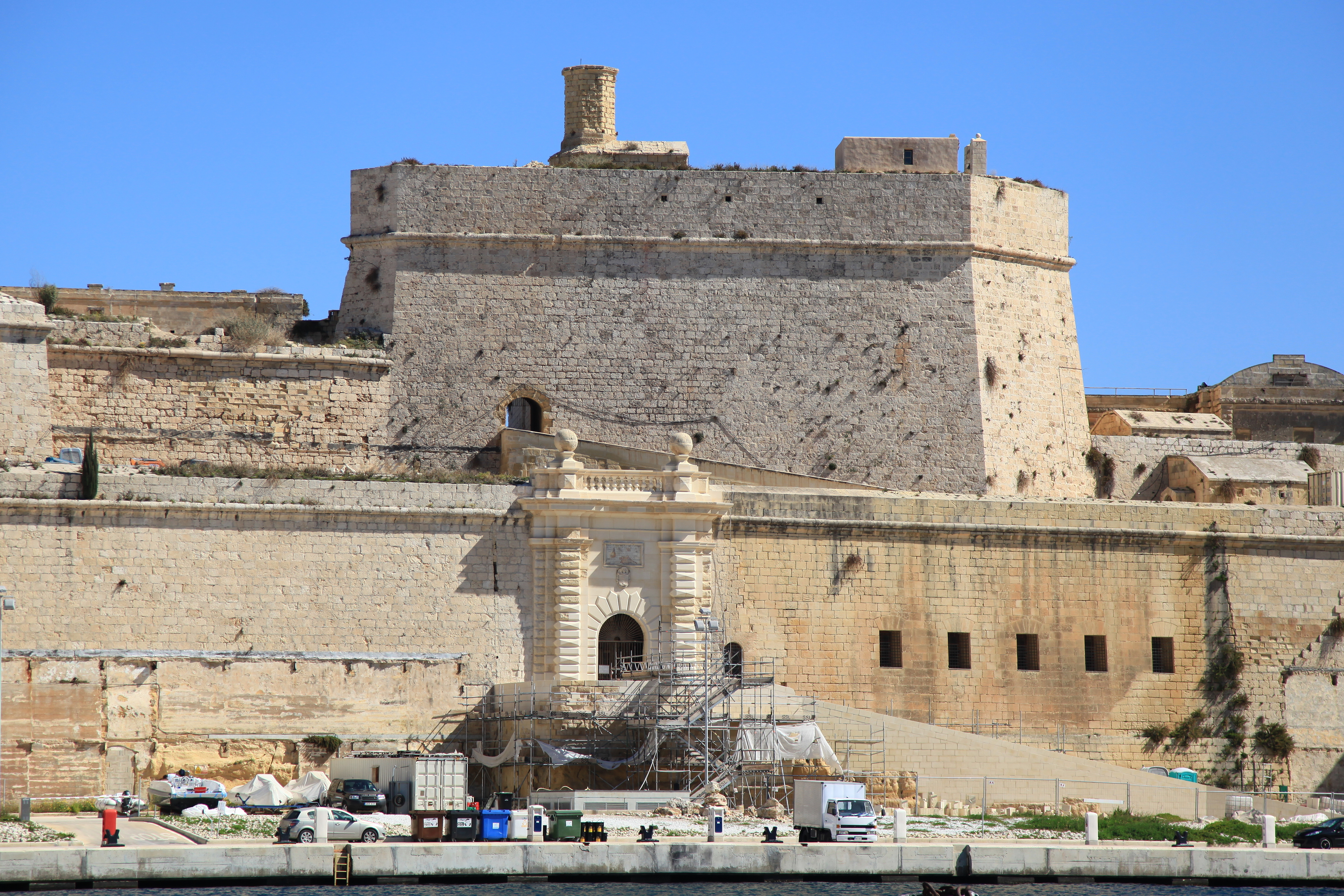
Högverket på Fort St. Angelo i Birgu på Malta.

Högverk, eller kavaljer, är en befästningsterm, som betecknar en upphöjd plattform på en bastion, en befästningsvall eller bakom en bastion, som anlagts för att ge större eller friare utrymme och längre räckvidd för befästningens artilleri. Ibland har också använts det från holländska och tyska importerade ordet katt (nederländska: "kat", tyska: "Katze"), till exempel i den av danskarna åren kring 1600 anlagda Halmstads stadsbefästning (Västerkatt och Norre katt). Högverk i denna betydelse är kända från befästningar från 1500-talet.
Med högverk kan kanonbatteriernas eld kraftsamlas, genom att flera kanoner än som får plats på huvudvallen kan skjuta mot ett och samma terrängavsnitt. Högverk kan variera från en enkel jordplattform till en komplett bastion.